# Região Geográfica Imediata de Erechim
A Região Geográfica Imediata de Erechim é uma das 43 regiões imediatas do estado brasileiro do Rio Grande do Sul, uma das 11 regiões imediatas que compõem a Região Geográfica Intermediária de Passo Fundo e uma das 509 regiões imediatas no Brasil, criadas pelo IBGE em 2017. É composta por 30 municípios: Aratiba, Áurea, Barão de Cotegipe, Barra do Rio Azul, Benjamin Constant do Sul, Campinas do Sul, Carlos Gomes, Centenário, Cruzaltense, Entre Rios do Sul, Erebango, Erechim, Erval Grande, Estação, Faxinalzinho, Floriano Peixoto, Gaurama, Getúlio Vargas, Ipiranga do Sul, Itatiba do Sul, Jacutinga, Marcelino Ramos, Mariano Moro, Paulo Bento, Ponte Preta, Quatro Irmãos, São Valentim, Severiano de Almeida, Três Arroios e Viadutos.